# Минск (велосипед)

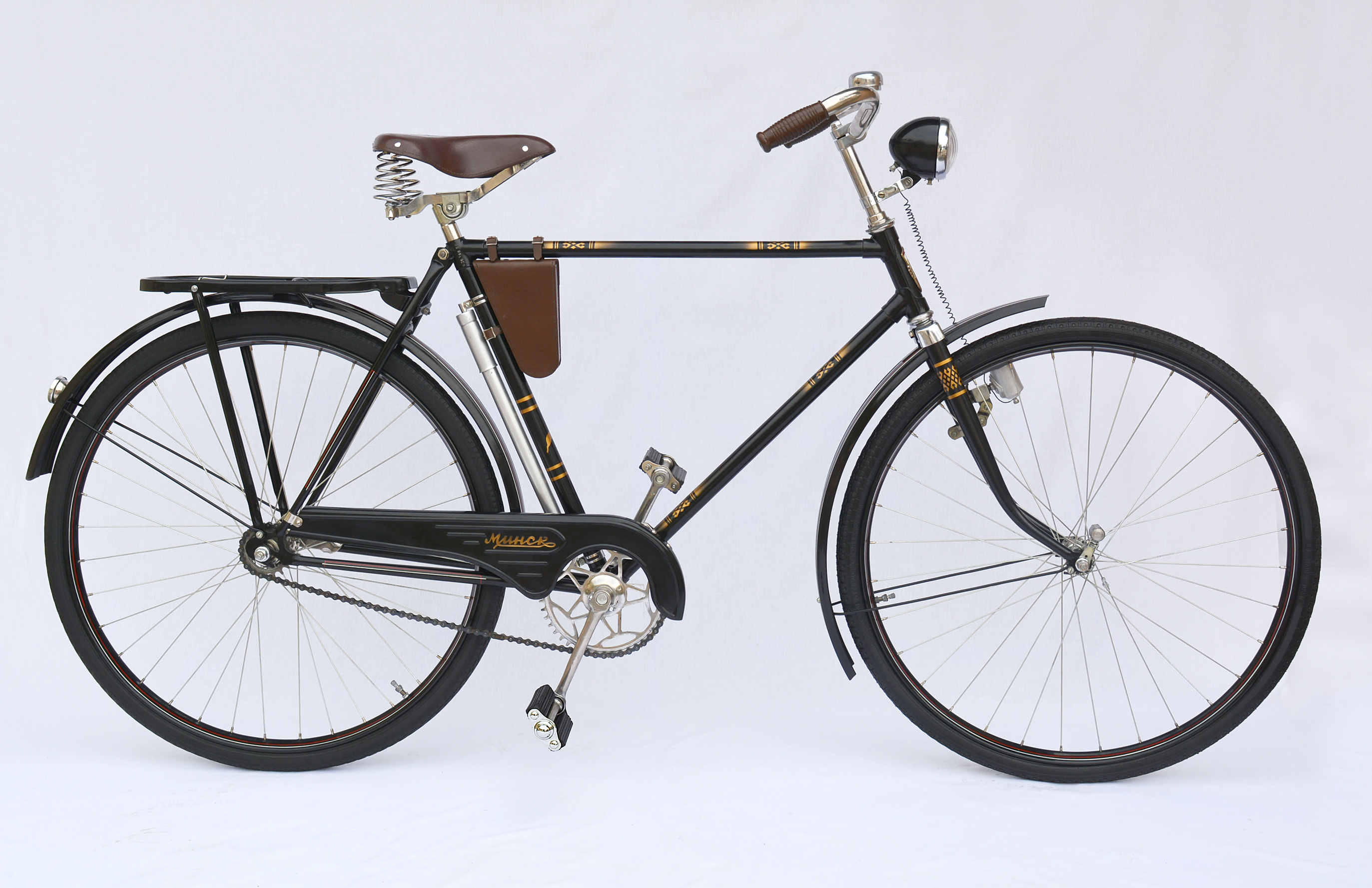
Велосипед «Минск» В-114 в полной комплектации, 1960 год

«Минск» — велосипеды производства Минского мотоциклетно-велосипедного завода.
«Минск» не является однозначно собственным названием конкретной модели, скорее это принятое обобщенное именование мужских дорожных велосипедов ММВЗ. Несмотря на то, что на некоторых велосипедах (и в их инструкциях) указывалось «Минск», основным было стандартное в СССР маркирование моделей литерой и числами.

## Общие сведения
Завод немецкой фирмы DKW в г. Чопау, который находился в Советской зоне оккупации, был демонтирован и в счет репарации был вывезен в СССР. Все оборудование, оснащение и техническая документация мотоциклетного завода DKW были вывезены в Москву, Минск, Ижевск и Серпухов. Также были интернированы немецкие специалисты завода, которые налаживали оборудование и производство техники на новых заводах.
В мае 1946 года был запущен первый цех Минского велосипедного завода (МВЗ) по производству велосипедов. В сентябре 1947 года начато серийное производство мужских дорожных велосипедов В-16, разработанного на основе немецкой документации. К концу 1947 году было собрано 6580 велосипедов, что обусловило профильную направленность завода на многие годы вперед. В 1956 году начали производить базовую модель мужского велосипеда В-114, который положил начало серии известных велосипедов «Минск».
Модели мужских дорожных велосипедов под маркой «Минск», которые производились в период СССР:
- В-114 (1956—1964 г.)
- В-116 (1957—1964 г.)
- В-126 (1964—1968 г.)
- В-138 (1968—1972 г.)
- В-143 (1972—1979 г.)
- 111-321 (1979—1986 г.)

Во второй половине 1980-х годов, велосипеды ММВЗ начали называться «Аист». Первые модели имевших собственное наименование «Аист» были дорожный велосипед 111—331 (1986.), и со складной рамой 113—321 (1987 г.).

## Технические особенности

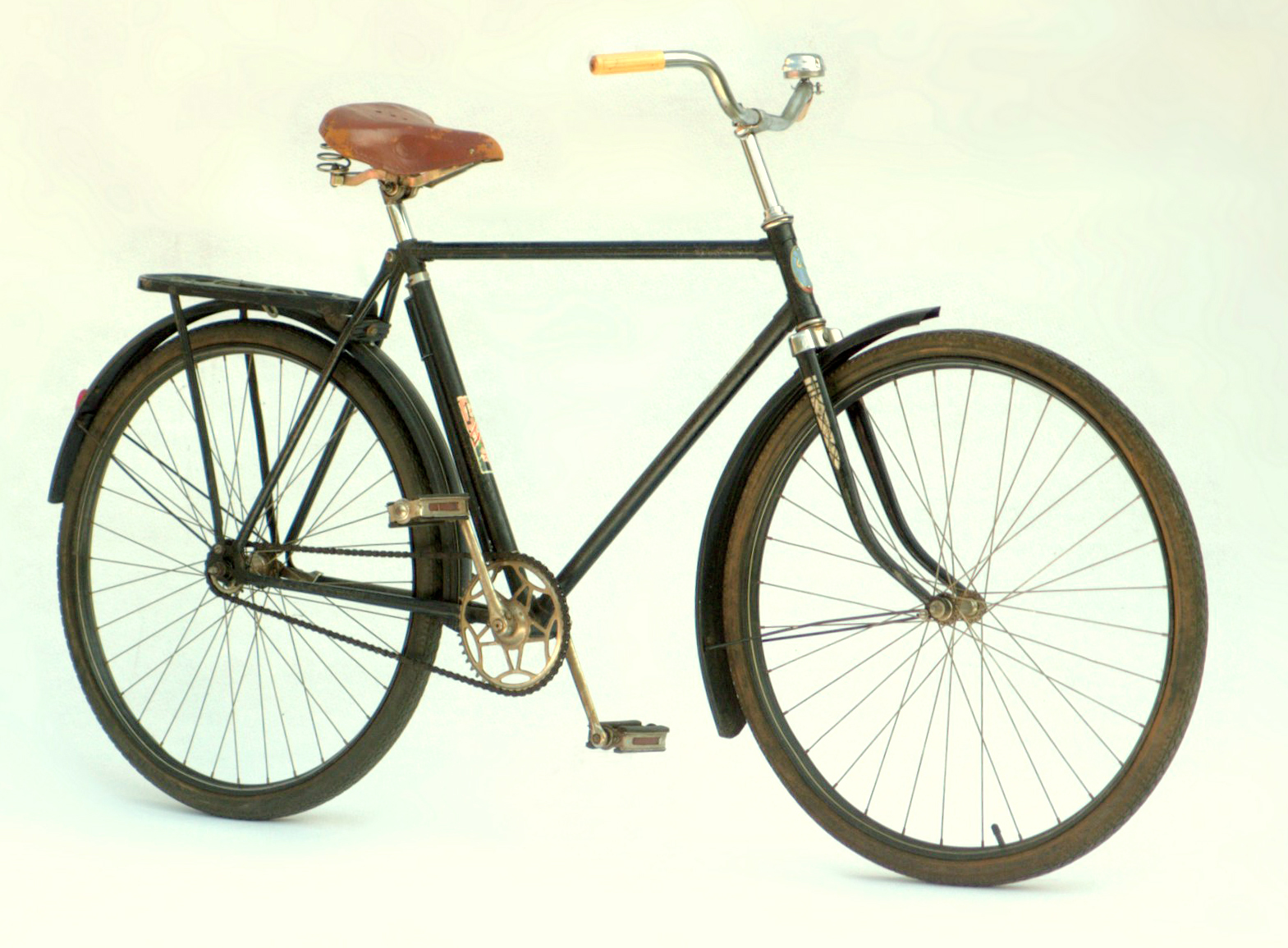
Велосипед ММВЗ «Минск» модель В-143, 1975

Все модели мужских дорожных велосипедов «Минск» имели схожую конструкцию и технические параметры.
Рама велосипеда закрытого типа с косыми задними дропаутами, паяная из стальных труб. В сравнении велосипедом ХВЗ «Украина» и др., модели «Минск» имели больший угол наклона рулевой колонки рамы. Вилка жесткая, обычной конструкции. Каретка педалей с запрессованными втулками подшипников, и резьбовыми конусами на валу, рычаги педалей крепились стопорным клином. Педали сборные, штампованные из стали, с резиновыми вставками, хромированные.
Обода колес стальные (с профилем «чайка») хромированные или окрашенные. Размер шин 40 × 622 мм (28х1¾"). Заднее колесо оснащалось тормозной втулкой типа «Тorpedo». Седло с толстой кожаной крышкой оснащено двумя спиральными пружинами. На его задней части крепилась штампованная хромированная табличка с надписью «Минск».
В подавляющем большинстве велосипеды красились в чёрный цвет. Определённое количество моделей красилась в голубой и зелёный цвета.
На велосипедах производства до середины1970-х годов, крылья и колеса (не хромированные) украшались линовками. На раму, краской под трафарет, наносилась марка велосипеда (напр., В-116) и стилизованный национальный белорусский орнамент. На рулевой колонке заклепками крепились штампованная латунная (впоследствии после 1968 г. алюминиевая, с изображением аиста) эмблема завода ММВЗ. На заднем крыле устанавливался стандартный велосипедный катафот.
Некоторые модели комплектовались защитным щитком цепи со штампованной надписью «Минск».
На всех моделях велосипедов «Минск», на подседельном узле рамы штамповался серийный номер и год производства. Велосипеды «Минск» поставлялись во все регионы СССР и с 1963 года экспортировались в целом в 12 стран мира.
Технические характеристики мужского дорожного велосипеда «Минск» В-126:
- Высота рамы — 560 мм
- База — 1175 мм
- Размер шин — 40 × 622 мм (28х1 3/4 ").
- Передняя звезда (число зубцов) — 46
- Задняя звезда (число зубцов) — 19
- Длина шатунов — 170 мм
- Количество передач — 1
- Цепь роликовая 12,7 × 3,4 мм
- Вес велосипеда без принадлежностей — 16,2 кг[4]